# Монро (Південна Дакота)
Монро (англ. Monroe) — місто (англ. town) в США, в окрузі Тернер штату Південна Дакота. Населення — 159 осіб (2020).

## Географія
Монро розташоване за координатами 43°29′12″ пн. ш. 97°13′0″ зх. д. / 43.48667° пн. ш. 97.21667° зх. д. (43.486533, -97.216671).  За даними Бюро перепису населення США в 2010 році місто мало площу 0,98 км², уся площа — суходіл.

## Демографія
Згідно з переписом 2010 року, у місті мешкало 160 осіб у 68 домогосподарствах у складі 43 родин. Густота населення становила 163 особи/км².  Було 75 помешкань (76/км²).
Расовий склад населення:
| - 98,1 % — білих - 0,6 % — азіатів |

До двох чи більше рас належало 1,3 %. Частка іспаномовних становила 0,6 % від усіх жителів.
За віковим діапазоном населення розподілялося таким чином: 18,7 % — особи молодші 18 років, 63,2 % — особи у віці 18—64 років, 18,1 % — особи у віці 65 років та старші. Медіана віку мешканця становила 45,5 року. На 100 осіб жіночої статі у місті припадало 90,5 чоловіків;  на 100 жінок у віці від 18 років та старших — 106,3 чоловіків також старших 18 років.
Середній дохід на одне домашнє господарство  становив 40 023 долари США (медіана — 41 875), а середній дохід на одну сім'ю — 37 621 долар (медіана — 33 750). Медіана доходів становила 35 625 доларів для чоловіків та 35 000 доларів для жінок. За межею бідності перебувало 28,6 % осіб, у тому числі 54,8 % дітей у віці до 18 років та 22,2 % осіб у віці 65 років та старших.
Цивільне працевлаштоване населення становило 88 осіб. Основні галузі зайнятості: виробництво — 15,9 %, мистецтво, розваги та відпочинок — 13,6 %, освіта, охорона здоров'я та соціальна допомога — 13,6 %.